# Пигмейские языки

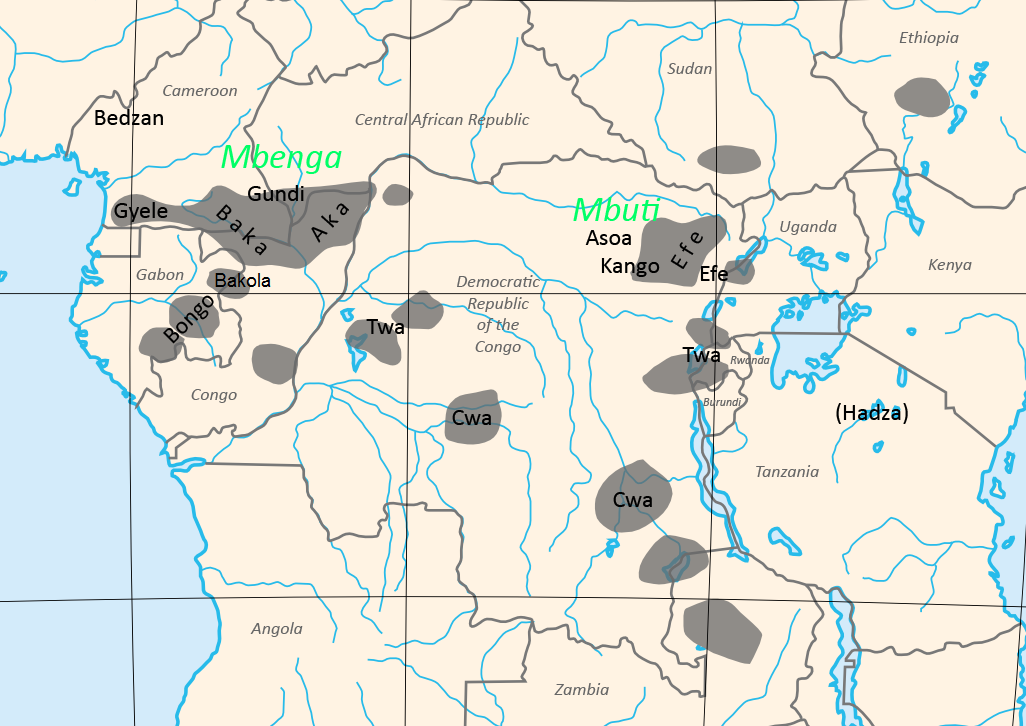
Распространение пигмейских народов согласно Луиджи Кавалли-Сфорца. На карте не отмечены многие народы из группы южных тва

Пигме́йские языки́ — языки, на которых говорят или говорили в прошлом пигмеи, культурно-расовая группа народов Экваториальной Африки, известная как «лесные люди» и ещё до недавнего времени сохранявшая мезолитический образ жизни (охота и собирательство) и примитивную социальную структуру, лишённую иерархии (чем напоминала современных бушменов и аборигенов Австралии). После завоевания более развитыми аграрными племенами (в основном носителями убангийских и банту языков) находятся в зависимости от своих аграрных «патронов».
Пигмеи ещё до европейской колонизации перешли на языки завоевавших их племён. О существовании в эпоху до их покорения пигмейских языков свидетельствуют остатки лексики, связанной с лесным образом жизни (названия съедобных и лекарственных растений, термины, связанные со сбором мёда и т. д.). В частности, пигмейские племена ака и бака (Габон) имеют идентичную «лесную» лексику, говоря при этом на языках разных семей (банту и убангийской). В то же время, следует предположить раздробленность и разнородность вымерших пигмейских языков, поскольку даже «лесная» лексика, отличающая их языки от языков народов-«патронов», у разных пигмейских народов различна.

## Гипотезы об изначальных пигмейских языках
Как минимум для ряда этнических групп современных пигмеев предполагается существование в прошлом языков иного происхождения, чем те, на которых они говорят сейчас. Как пишет Меррит Рулен, «африканские пигмеи говорят на языках, принадлежащих либо к нило-сахарской, либо нигеро-кордофанской семье. Предполагается, что раньше пигмеи говорили на своём языке или языках, но затем, из-за симбиоза с другими африканскими народами, ещё в дописьменные времена они перешли на языки, относящиеся к указанным двум семьям». Единственным свидетельством этого является общая лексика языков ака и бака, относящихся к разным семьям. По мнению Роджера Бленча, эта общая лексика могла быть не пигмейского происхождения, а заимствованной у какого-то другого исчезнувшего народа.
Широко распространено мнение, что африканские пигмеи являются прямыми потомками охотников и собирателей позднего каменного века центральных тропических лесов Африки, которые были частично ассимилированы или вытеснены мигрантами-земледельцами, и усвоили их языки, относящиеся к центральносуданской, убангийской и банту семьям. Эта точка зрения пока что не подкреплена археологией, а лингвистические и генетические свидетельства не являются общепризнанными.
Около 30 % лексики языка ака не относится к языкам банту, так же, как около 30 % лексики языка бака не относится к убангийским. Большая часть этой лексики относится к растениям, сбору мёда или иным образом связана с лесным образом жизни и является общей для указанных двух групп пигмеев запада Африки. Предполагается, что эта лексика является субстратом вымершего западнопигмейского языка, условно обозначаемого как мбенга или баака. Критики отмечают, что эта лексика могла быть «бродячей лексикой», переходившей от одного пигмейского народа к другому, тем более, что её удаётся реконструировать лишь до уровня XV века н. э.

## Языки современных пигмейских народов
В настоящее время пигмеи в основном говорят на нило-сахарских и нигеро-кордофанских языках.